# Harlem italiano

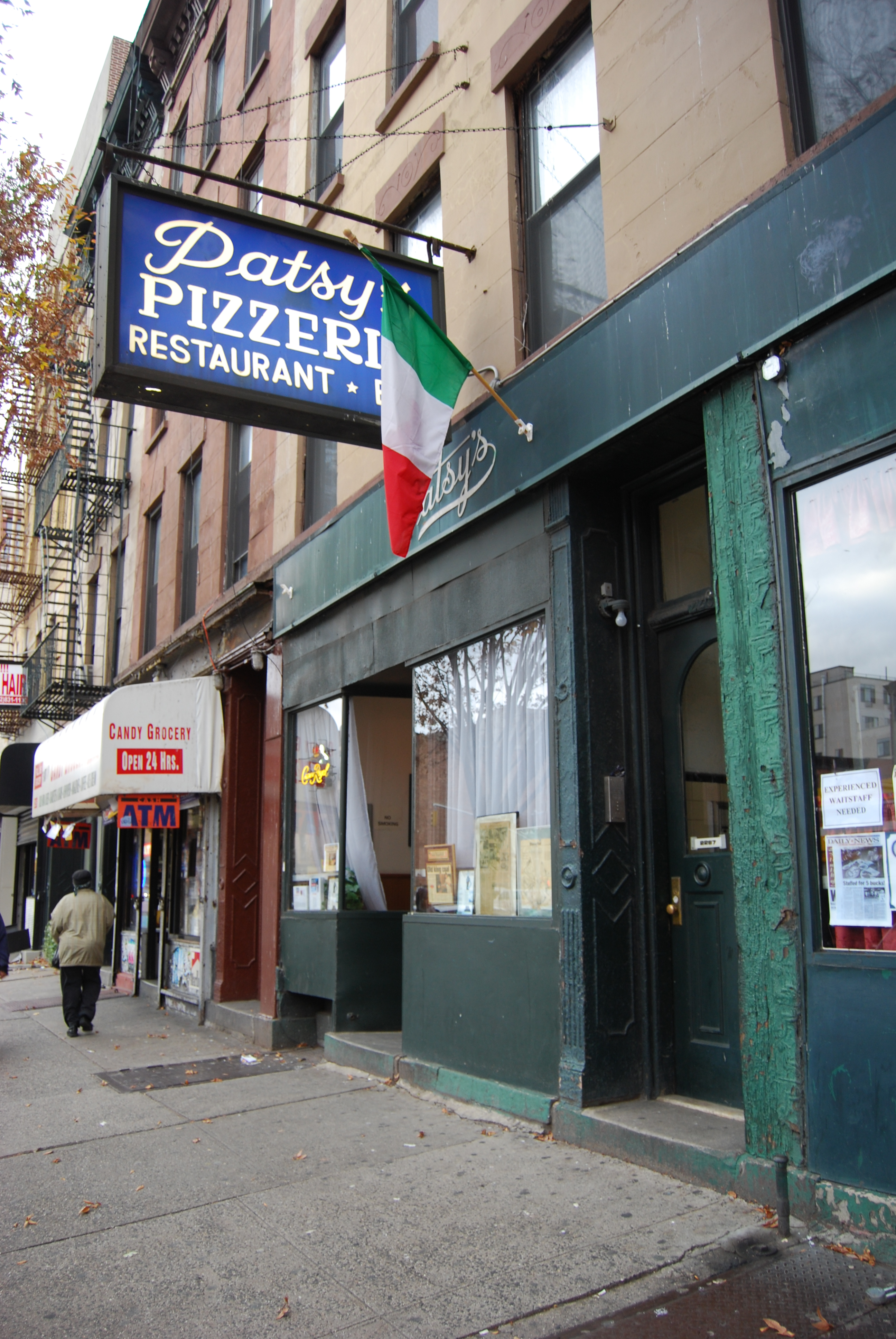
La pizzeria Patsy, uno degli ultimi locali testimonianza del vecchio quartiere

Italian Harlem (Ita Harlem italiano) fu il nome dato al quartiere Harlem Est di New York, quando fu abitato prevalentemente da italoamericani.
Fu anche la prima parte di New York a essere chiamata Little Italy (Piccola Italia); dopo che gran parte della popolazione italiana se n'è andata, il quartiere è conosciuto come Spanish Harlem a causa della predominanza di popolazione ispanica.

## Storia
Nel 1878 si stabilì lungo la 115^ strada un gruppo di famiglie provenienti da Polla, in provincia di Salerno. Nei decenni successivi una ondata di immigrati italiani si stabilì nel quartiere di East Harlem andandosi ad insediare ad est di Lexington Avenue, tra la 96^ e la 116^ strada ed est di Madison Avenue e tra la 116^ e la 125^ strada. 
Tra il grande numero di italiani che si stabilì nella zona ve ne furono diversi che andarono ad insediarsi in specifiche strade insieme ad altri connazionali, provenienti dalla medesime regioni, province, o addirittura comuni, riproducendo così le loro comunità d'origine. 
A causa della povertà diffusa, della ghettizzazione e della corruzione della politica locale l'area fu alla fine del XIX secolo terreno fertile per la nascita delle prime associazioni a delinquere di stampo mafioso a New York. A Italian Harlem ebbero il loro quartier generale il boss della Mano nera Giosuè Gallucci e i siciliani di Giuseppe Morello, uno dei primi capi della mafia italoamericana. Tra il 1920 ed il 1930 Italian Harlem fu rappresentata al Congresso dal deputato Fiorello La Guardia, futuro sindaco di New York. L'area raggiunse il suo apice negli anni trenta con circa 110.000 abitanti. Sebbene ad Italian Harlem la percentuale totale italoamericani (circa l'81%) sulla popolazione totale fosse leggermente inferiore a quella di Little Italy, dove raggiungeva con l'88%; il numero di residenti ad Italian Harlem era tuttavia tre volte quello di Little Italy. Ogni strada era popolata da immigrati italiani provenienti dalle varie regioni del Belpaese, sebbene la maggioranza fosse costituita da siciliani e da meridionali. La popolazione italoamericana del quartiere è rimasta maggioritaria sino agli anni ottanta, quando una parte di essa, giunta ormai alla seconda e terza generazione, si è trasferita in altre aree della città come Astoria lasciando spazio a nuove comunità d'immigrati insediatisi nell'area.

## Curiosità
L'attore Al Pacino nacque nell'Harlem italiano, trasferendosi nel Bronx all'età di due anni.